# Andrea Pinamonti
Andrea Pinamonti, né le 19 mai 1999 à Cles en Italie, est un footballeur italien qui évolue au poste d'avant-centre à l'US Sassuolo.

## Biographie

### En club
Andrea Pinamonti débute son premier match professionnel avec l'équipe première de l'Inter Milan le 8 décembre 2016 contre le Sparta Prague lors de la Ligue Europa 2016-2017.
Le 17 aout 2018, il rejoint sous la forme d'un prêt le Frosinone Calcio pour la durée d'une saison.
Le 30 juin 2019, le joueur italien est prêté au Genoa CFC avec une obligation d'achat.
Le 18 septembre 2020, il est racheté par son club formateur, l'Inter Milan, avec qui il est sacré champion d'Italie lors de la saison 2020-2021.
Le 25 août 2021, l'attaquant est prêté par l'Inter à l'Empoli FC pour une saison.
Le 11 août 2022, Pinamonti rejoint l'US Sassuolo sous la forme d'un prêt d'une saison avec obligation d'achat.
Le 16 aout 2024, un nouveau retour au Genoa CFC pour un prêt d'une saison a été conclu.

### En sélection
En 2015, Andrea Pinamonti participe au championnat d'Europe des moins de 17 ans. Lors de cette compétition, il joue trois matchs et inscrit un but contre l'Espagne.
Il dispute ensuite avec les moins de 19 ans le championnat d'Europe des moins de 19 ans en 2018. Lors de cette compétition, il joue quatre matchs et il est capitaine lors de la rencontre face à la Norvège (en). L'Italie s'incline en finale face au Portugal après prolongation.
Andrea Pinamonti dispute son premier match avec l'équipe d'Italie le 16 novembre 2022 contre l'Albanie, dont les italiens sortent victorieux de cette rencontre.

## Palmarès

### En club
Inter Milan
- Serie A
  - Champion en 2020-2021.

### En sélection
Italie -19 ans
- Championnat d'Europe des moins de 19 ans
  - Finaliste en 2018.